# 杜德爾門

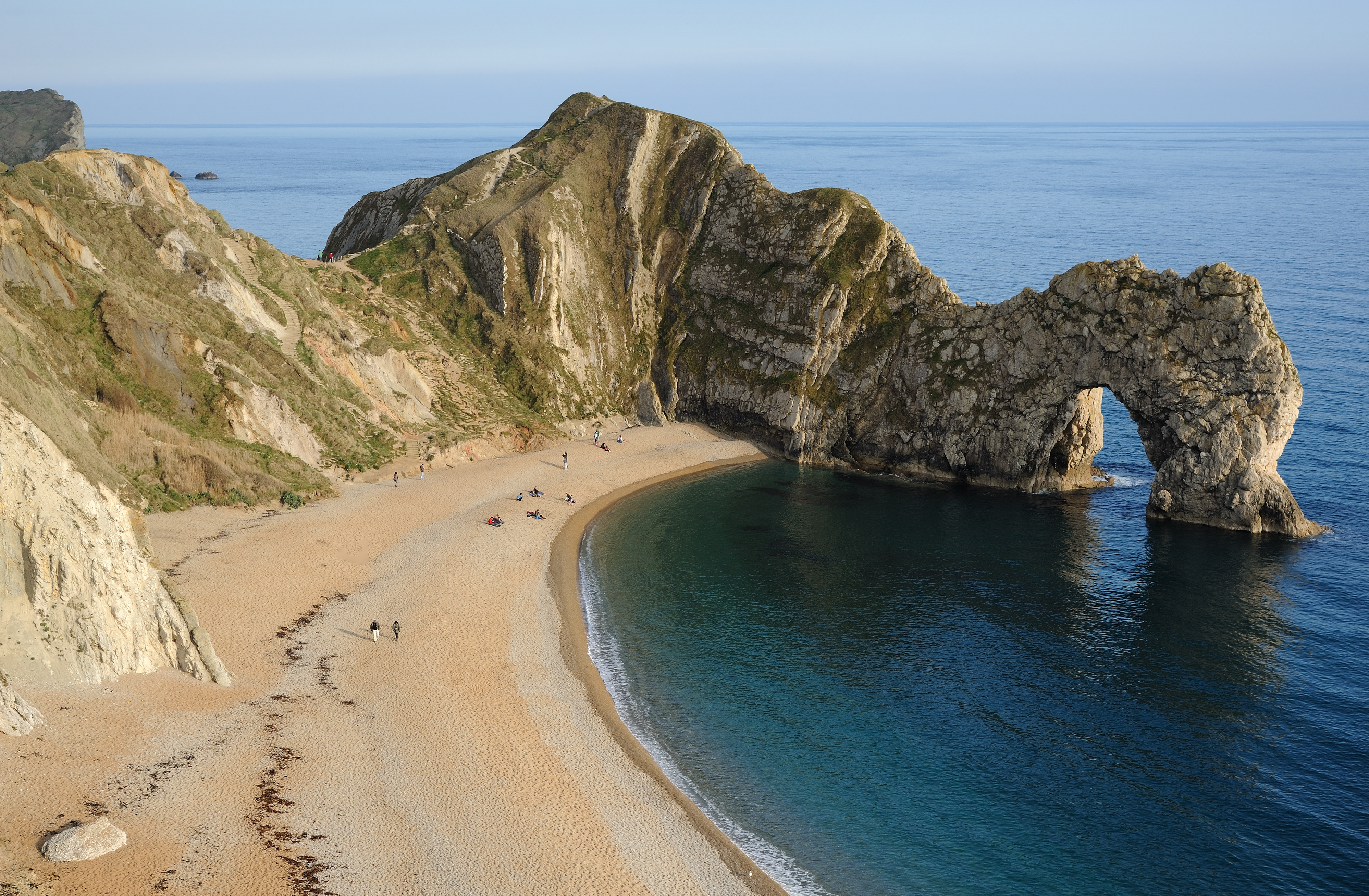
杜德爾門

杜德爾門（英語：Durdle Door） 是位於英國英格蘭多塞特郡西拉爾沃斯附近侏羅紀海岸的一個天然石灰岩拱門。杜德爾門由一個家庭所有。該家庭以Lulworth Estate名譽在多塞特郡擁有面積達12,000英畝（50平方）的土地，但對公眾開放。

## 地質
杜德爾門附近海岸線的外觀是因其地質結構產生，受到岩石硬度和斷層及皺褶分佈的雙重影響。杜德爾門形成在順向海岸線上，岩石帶平行於海岸線，且岩石地層幾乎垂直，岩石帶非常狹窄。最初有一條波特蘭石灰岩帶沿海岸線延伸，形成通往盧沃斯灣的狹窄入口。波特蘭石灰岩帶的後方是一條120-（390-英尺）的較弱地帶，岩石容易被腐蝕。再之後是一個更堅硬且更厚實的白堊岩帶，形成了波貝克山。海岸線一帶大部分石灰岩都因海蝕而消失，剩餘的石灰岩形成了包括杜德爾門在內的小海岬。石灰岩帶西端的侵蝕導致拱形的形成。聯合國教科文組織（UNESCO）的人員檢測拱門和附近海岸的情況。
杜德爾門東側的小海灣戰士灣內的波特蘭石和波貝克石灰岩並沒有被完全侵蝕。杜德爾門西側海域亦有類似情況。受侵蝕後殘餘的石灰岩形成了一連串小岩礁。
由於這一地區的海岸線多是海蝕景觀，因此懸崖上時有發生岩石崩塌和滑坡。2013年4月，杜德爾門東側發生一次大規模滑坡，導致西南海岸小徑部分路段被破壞。

## 名稱
關於杜德爾門的早期記錄不多，但很可能在1000年前就已得到命名。在18世紀後期，已有「Durdle-rock Door」這一名稱。19世紀初期的地圖則將該拱門稱為「Duddledoor」或「Durdle」或「Dudde Door」。1811年，該地區的第一張英國地形測量局地圖將該拱門稱為「Dirdale Door」。「Durdle」源自古英語 一詞，意為「刺穿」、「挖」或「鑽」。而源於一詞，意為「洞穴」。19世紀後期，當地居民又稱杜德爾門為「Barn-door」，並被形容為「大到足以容納一艘大型帆船通行」。

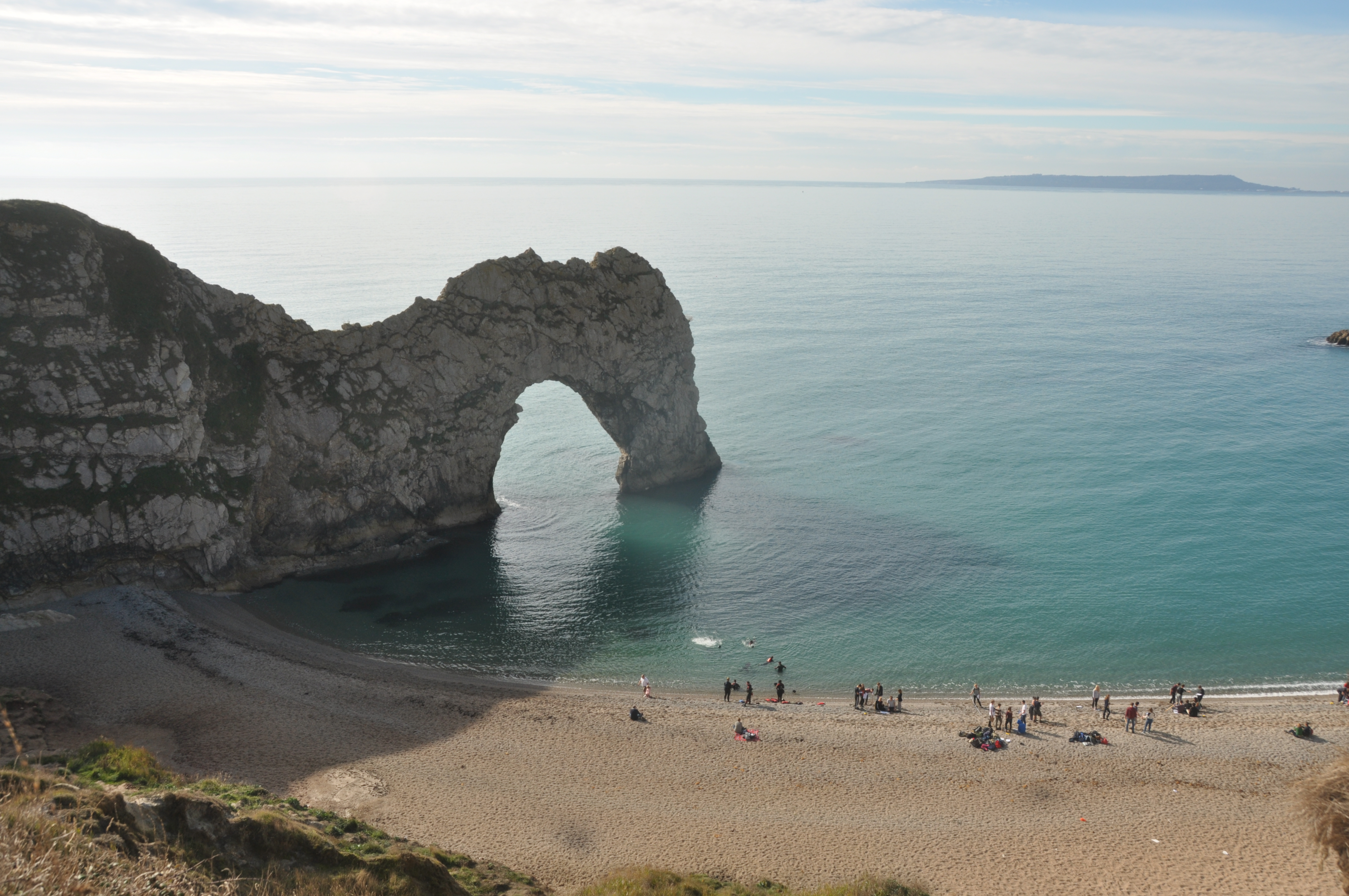
杜德爾門及海灘上的人群

## 文學及流行文化
有多個音樂錄影帶在杜德爾門拍攝，包括驚懼之淚的〈Shout〉、比利·歐遜的〈Loverboy〉、 奇里夫·李察〈Saviour's Day〉、布魯斯·迪金森的〈Tears of the Dragon〉。
亦有多部電影在杜德爾門及附近拍攝，包括史蒂芬·佛萊主演的《王爾德和他的情人》、艾瑪·湯普遜主演的《魔法保姆麥克菲》、1967年版《遠離塵囂》、寶萊塢電影《真愛滿屋3》。
羅恩·道森的兒童文學作品《可怕的骨頭遇見侏羅紀海岸的恐龍》創造一個關於杜德爾門誕生的神話，其原本是一種名為「Durdle Doorus」的未發現恐龍。

## 外部連結
- "Caves, Arches & Stacks" Southwest Coastal Group
- "Durdle Door: Past and Future" animation （页面存档备份，存于）
- Section of Lulworth Crumple, labelled diagram by Ian West (2013) （页面存档备份，存于）
- Durdle Door Educational Activity Sheet for Kids （页面存档备份，存于）

50°37′16″N 2°16′36″W / 50.62111°N 2.27667°W